# Wals-Siezenheim
Wals-Siezenheim er en kommune i Salzburg-Umgebung i delstaten Salzburg i Østrig.